# LG PV150G Pico Projektor
Az LG PV150G Pico az LG hordozható, WVGA felbontású LED projektora. Rendkívül kis méretének és beépített akkumulátorának köszönhetően egyszerűen hordozható.  Az Auto keystone technológiával automatikusan érzékeli és javítja a trapézos képtorzítást. A projektor vezetékek nélkül csatlakoztatható számítógéphez, az okostelefonhoz, illetve táblagéphez.

## Főbb paraméterek
- Felbontás: WVGA (854x480)
- Fényerő: 100
- Kontrasztarány (FOFO): 100.000 : 1
- Zaj - Magas fényerő: 26 dB
- Zaj – takarékos: 24 dB
- Kivetítő lencse – fókusz: manuális
- Kivetített kép - vetítési arány (széles / televízió): 1,64
- Fény – típus: LED RGB
- Fény - Life High fényerő: 30.000 óra
- Méret (sz x mé x ma): 107,6 x 103 x 43,7 mm
- Tömeg : 0,27 kg
- Külső szín: fehér